# Jérôme Nury
Pour les articles homonymes, voir Nury (homonymie).
Jérôme Nury, né le 25 août 1972, est un homme politique français. Membre du parti Les Républicains, il est député de la 3e circonscription de l’Orne depuis 2017.

## Biographie
Après avoir été élève au lycée du Sacré-Cœur à Privas (Ardèche), Jérôme Nury est étudiant en histoire à l'université Lumière-Lyon-II où il obtient un DEA dans sa spécialité.
Ancien assistant parlementaire du député-maire de Privas et centriste UDF Amédée Imbert, il s'installe dans l'Orne en 1997, et prend de l'importance dans la vie politique locale, devenant l'attaché parlementaire pendant quinze ans de Sylvia Bassot, mais aussi le 1er adjoint de Tinchebray en 2001, puis le maire en mars 2008. Par la suite, il devient conseiller général de l'Orne en 2004 et conseiller régional de Basse-Normandie en 2010.
Il est le créateur, le 1er janvier 2015, de l'une des premières communes nouvelles, en Basse-Normandie, Tinchebray-Bocage, regroupement de sept communes, ; cité en exemple dans d'autres départements,. Pour cette initiative, il reçoit le prix des acteurs publics à l'Assemblée nationale ainsi qu'au Sénat, destiné à maintenir et renforcer les services publics et à lancer des projets au service des habitants.
Précurseur dans le numérique, il reçoit le 28 novembre 2016 des mains de Jean-Michel Baylet, ministre de l’Aménagement du territoire, de la ruralité et des collectivités territoriales, le prix de l'innovation périurbaine pour le dispositif « Auto Free », service d'écomobilité partagée proposant aux 2 800 habitants de la commune quatre voitures électriques à un tarif abordable, qui avait déjà été récompensé par le concours national des Marianne d'or de la République le 12 juillet 2014.
En mars 2016, Tinchebray-Bocage est doté d'une salle de spectacle, le « Colys'haie » pouvant accueillir 2300 personnes, projet dont il est à l'origine.
Président du groupe Les Républicains de l'Orne, il soutient la candidature de François Fillon à la présidentielle de 2017.
Candidat dans la troisième circonscription de l'Orne pour les élections législatives de 2017, il arrive en seconde position du premier tour derrière la candidate LREM  avec 33,47 % des suffrages. Le 18 juin 2017, il remporte le second tour avec 56,08 % des voix,.
Candidat dans le canton de Domfront en Poiraie, il est réélu avec 78,02 % des voix dès le premier tour le 20 juin 2021.
En 2022, lors des législatives, il est réélu député avec 69,66 % des voix face au candidat du Rassemblement national Anthony Frémont.
Après la dissolution de l'Assemblée le 9 juin 2024, il se représente aux législatives. Il dénonce le rapprochement avec le Rassemblement national.
En juin 2025, il soumet à la loi dite « Gremillet » un amendement instaurant un moratoire immédiat sur toute nouvelle installation éolienne et photovoltaïque. La proposition de loi sera finalement rejetée par l'Assemblée nationale et l'amendement supprimé en commission,.

## Détail des mandats et fonctions

### Mandats et fonctions actuels
- Premier vice-président du conseil départemental de l'Orne (anciennement conseil général)
- Conseiller départemental du canton de Domfront (anciennement conseil général, ancien canton de Tinchebray)
- Président du parti politique Les Républicains de l'Orne
- Député de la 3e circonscription de l’Orne

### Anciens mandats
- Conseiller général de l'Orne du 29 mars 2004 au mars 2015 (canton de Tinchebray).
- Conseiller régional de Basse-Normandie du 22 mars 2010 au 21 avril 2010[20].
- Maire de Tinchebray (2008-2014) puis de la commune nouvelle de Tinchebray-Bocage (2015-2017).
- Président de la communauté de communes du Pays de Tinchebray (2008-2012), puis de la communauté de communes du canton de Tinchebray (2013-2016) puis de Domfront Tinchebray Interco (janvier-juillet 2017)